# Czulpa
Czulpa (niem. Zölp) – nieoficjalna nazwa przysiółka wsi Wilamowo, województwie warmińsko-mazurskim, powiecie ostródzkim, gminie Małdyty.
Dawna osada młyńska, lokowana w 1345 jako osada młyńska na pół włóce. W roku 1782 były tu dwa domy, natomiast w 1858 w 4 gospodarstwach domowych było 33 mieszkańców.
W roku 1973 jako kolonia Czulpa należała do powiatu morąskiego, gmina Małdyty, poczta Małdyty.
W 1410 roku przez osadę przechodziły wojska Jagiełły. 20 lipca część wojsk podążyło spod Morąga drogą na Pasłęk, przez Chojnik w kierunku wsi Sambród. Tego dnia król Władysław Jagiełło stanął na nocleg „powyżej wsi i jeziora Czołpie w pobliżu zamku Preussmarkt” (osada Czulpa). Orszak królewski odłączył się od sił omijających z północy jezioro Sambród i skierował się wzdłuż wschodniego brzegu, na południe w kierunku osady młyńskiej Czulpa, położonej na skrzyżowaniu dróg Pasłęk-Ostróda i Morąg-Zalewo-Dzierzgoń (5 km w linii prostej).
W roku 1648 starosta tylżycki Fryderyk von Schlieben sprzedał Małdyty generałowi Krzysztofowi von Houwaldowi za sumę 5 tys. florenów polskich, wraz z dobrami we wsi Zajezierze, folwark Fiugajki i młyn wodny Czulpa.